# Пощальонът винаги звъни два пъти (филм, 1981)
Вижте пояснителната страница за други значения на Пощальонът винаги звъни два пъти.
„Пощальонът винаги звъни два пъти“ (на английски: The Postman Always Rings Twice) е американски криминален филм, излязъл по екраните през 1981 година, режисиран от Боб Рафълсън с участието на Джак Никълсън, Анжелика Хюстън и Джесика Ланг в главните роли. Сценарият, написан от Дейвид Мамет, се основава на едноименната новела от 1934 г. на писателя Джеймс Кейн.
Филмът от 1981 г. е римейк на едноименния филм от 1946 г. на режисьора Тей Гарнет, с участието на Лана Търнър в главната роля.

## Сюжет
Внимание:  Текстът по-долу разкрива сюжета на произведението (или части от него)!
Безработният Франк се спира в крайпътно заведение и за да заплати обяда си, се наема на работа при собственика, гръцки емигрант. Той се влюбва в Кора – младата жена на своя работодател. Между тях пламва любовна връзка. Кора подбужда любовника си да убие съпруга ѝ, за да получи парите от застраховката му. След първия неуспешен опит за убийство, заговорниците накрая успяват да се отърват от съпруга, като инсценират автомобилна катастрофа. Но полицията ги подозира в убийството и тръгва по следите им. Когато двамата любовници успяват да се измъкнат от правосъдието и да заживеят заедно, се случва нелеп инцидент – втора автомобилна катастрофа, в която Кора загива. Франк е обвинен в предизвикването и на двете катастрофи.

## В ролите
| Изпълнител      | Роля           |
| --------------- | -------------- |
| Джесика Ланг    | Кора Смит      |
| Джак Никълсън   | Франк Чеймбърс |
| Анжелика Хюстън | Мадж           |
| Джон Коликос    | Ник Пападакис  |
| Майкъл Лърнър   | M-р Кац        |